# Begrazing van natuurgebieden

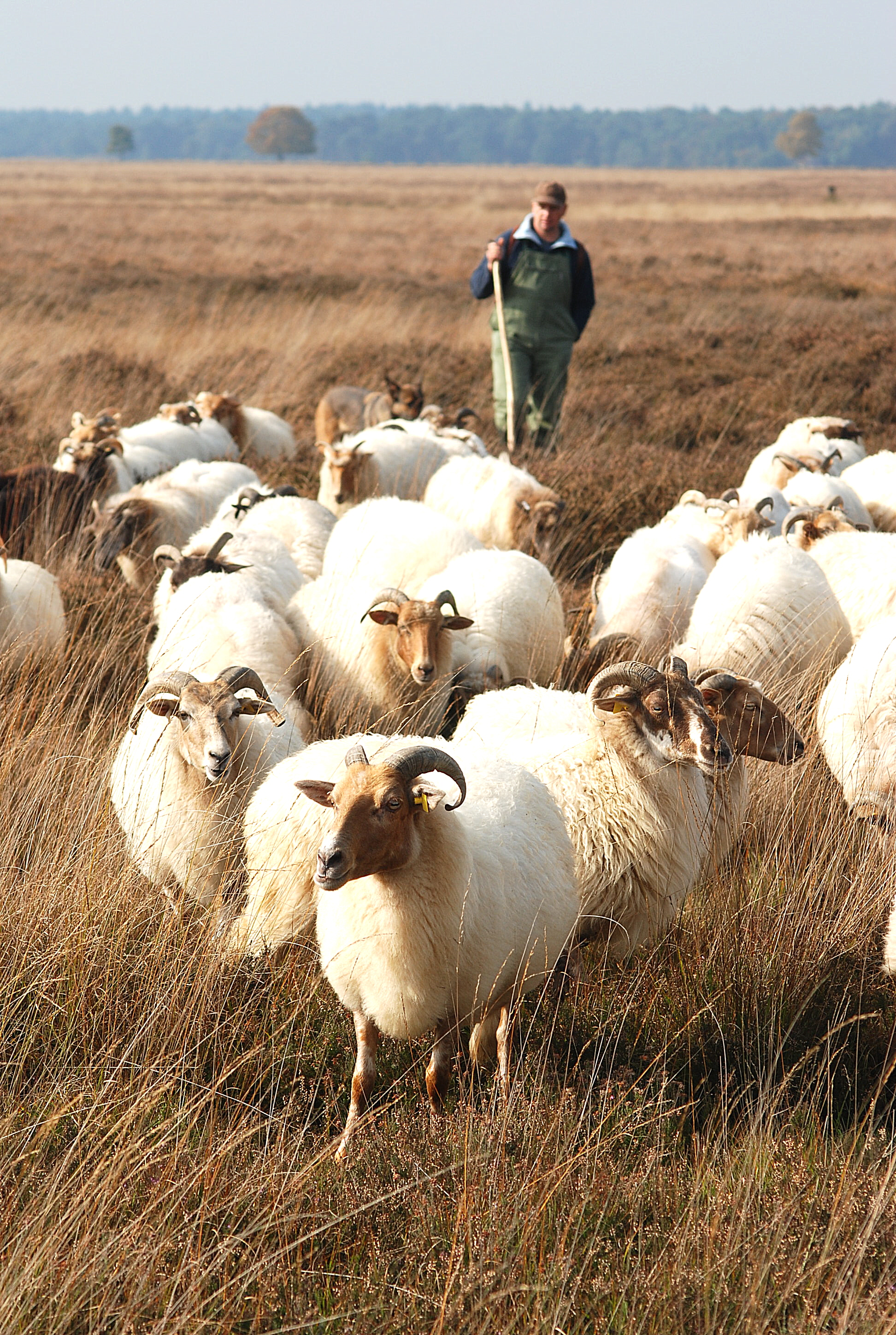
Herder met schapen op het Dwingelderveld

Begrazing van natuurgebieden (ook wel graasbeheer) is een maatregel waarbij grazers actief worden gebruikt bij het beheer van natuurgebieden. Doorgaans is het doel om de biodiversiteit binnen natuurgebieden te behouden of te vergroten en gebruikt men hiervoor grote zoogdieren. Door het inzetten van grote grazers worden jonge bomen opgegeten, waardoor een gebied niet kan bebossen. Zo kunnen door het inzetten van grote grazers bijvoorbeeld heide en schrale graslanden behouden worden. Gedomesticeerde grazers zijn bijvoorbeeld runderen, schapen, geiten, paarden, ezels, wilde grazers zijn edelherten en wisenten.

## Begrazing algemeen
Begrazing en beweiding is verbonden met veeteelt. Al millennia lang kennen veel samenlevingen de door een herder gescheperde (gehoede) kuddes van gedomesticeerd vee. Dat zijn vooral schapen en runderen. Ook de traditionele weidegang van runderen, waarbij de dieren 's winters op stal staan en de rest van het jaar buiten gras eten is een bekende  wijze van veeteelt. Begrazing (soms wel Landbouwbegrazing genoemd) binnen een context van landbouwproductie en gebeurt op veel plaatsen in de wereld intensief, wat inhoudt dat de beschikbare oppervlakte optimaal wordt benut en bemest. Intensieve landbouwbegrazing als onderdeel van intensieve veeteelt leidt tot mestoverschotten en daardoor tot een overmaat aan fosfaat en nitraat die schadelijk is voor het milieu. Bij overbegrazing worden de oorspronkelijke vegetatie en de ecologische processen verstoord of vernietigd. In de loop van de geschiedenis zijn grote delen van de wereld overbegraasd vanwege de bevolkingstoename en intensievere veeteelt. De Sahel in Afrika is daarvan een voorbeeld.
Begrazing is ook een ecologisch proces dat overal in de natuur plaatsvindt. Dergelijke natuurlijke begrazing vindt plaats door alle mogelijke dieren, zoals reeën en herten, ganzen en Smienten. Maar ook veel kleinere dieren zoals konijnen en slakken zijn wilde grazers. De essentie van natuurlijke begrazing is dat grazers onbeperkt en ongestuurd te werk gaan waar ze willen. Ze kunnen bijvoorbeeld onbeperkt migreren en hun voortplanting en sterfte worden niet door de mens geregeld.

## Natuurbeheer
Begrazing als beheersmaatregel voor gebieden door de inzet van speciaal voor natuurbeheer geschikte soorten vee is relatief nieuw. Het beheer met grote grazers is in Nederland en België na 1975 op gang gekomen.

### Doelen
Bij begrazing van natuurgebieden wordt vaak natuurlijke begrazing tot op zekere hoogte nagebootst; soms wordt dit natuurbegrazing genoemd. Grofweg zijn er vier doelen, meer wildernis of natuurlijke processen, onderhoud, productie en biodiversiteitsbevordering.

#### Verwildering
Bij rewilding of verwildering gebruikt men in grote natuurgebieden, waar vaak de natuurlijke grazers ontbreken,  gedomesticeerde grazers die men laat verwilderen. Voorbeelden zijn konikpaarden en Heckrunderen. De dieren kunnen zich in natuurlijke kuddes het jaar rond vrijwel zelfstandig handhaven in een bepaald gebied. Deze methode is omstreden omdat in dergelijke gebieden vaak naast de natuurlijke begrazers ook de natuurlijke predatoren ontbreken. De populatie grazers wordt dan gereguleerd door afschot. Bekend voorbeeld waar dit gebeurt zijn de Oostvaardersplassen en verfilmd in de Nieuwe Wildernis.

#### Onderhoud en productie
Onderhoudsbegrazing is begrazing voor het onderhouden van terreinen. Begrazingsbeheer en landschapsbeheer zijn vaak synoniemen voor onderhoudsbegrazing.
In Frankrijk en Wallonië spreekt men van resp. écopastoralisme of écopâturage: het begrazen met landbouwvee, voor productie binnen landbouwdoeleinden, van publieke ruimten zoals wegbermen, parken en speelpleinen.
In het Verenigd Koninkrijk wordt de term conservation grazing gebruikt: het gebruik van vee, binnen een productieve landbouwcontext, maar met als nevendoel het behoud van biodiverse landschappen.

#### Biodiversiteit
Soms is het doel nadrukkelijk het behoud of verkrijgen van biodiversiteit. Kruidenrijke graslanden kunnen verarmen indien begrazing verdwijnt.

### Uitvoering
Bij het uitvoeren van begrazing kan gewerkt worden met een gehoed systeem, wat ecologisch beter is, dan wel met een ingerasterd systeem wat vaak goedkoper is.
Drukbegrazing of stootbegrazing is een methode om op (zeer) korte tijd een terrein te begrazen. Hiertoe rastert men veel dieren in op een relatief klein oppervlak. Ze worden zo gedwongen ook de minder geliefde delen van de vegetatie weg te vreten. Als methode is ingerasterde begrazing inferieur aan gehoede begrazing maar die is dan weer arbeidsintensiever.
Om het uitbreken van de dieren te voorkomen moeten er degelijke rasters zijn  die grote carnivoren als wolven kunnen tegen houden. 
Omdat grazers vaak vee zijn, moeten ze regelmatig bekeken en eventueel behandeld worden, bijvoorbeeld door dierenartsen.

## Overwegingen

### Voordelen en nadelen
Voordelen van grazers in natuurgebieden kunnen zijn:
- ze dragen bij aan de instandhouding of het herstel van een bepaalde vegetatie in natuurgebieden;
- ze gaan meer geleidelijk en meer natuurlijk te werk dan machines;
- ze stoten vergeleken met machines geen uitlaatgassen uit;
- ze zorgen voor meer variatie en structuur in een gebied waardoor het aantrekkelijker wordt of blijft voor meer soorten;
- ze zorgen voor verspreiding van zaden en sporen via de vacht, de poten en de mest;
- ze vormen een attractieve factor voor recreanten;
- ze dragen bij aan de productiviteit;
- ze dragen bij aan de aantrekkelijkheid van het landschap doordat ze de structuur veranderen.

Nadelen van grazers in natuurgebieden kunnen zijn:
- ze leiden bij grote dichtheden tot eutrofiëring, vertroebeling en verstoring van vennen en poelen, dit vooral door runderen, die van oorsprong moerasdieren zijn;
- ze veroorzaken het verdwijnen van bepaalde planten en dieren, alsook complete ecosystemen bij te hoge begrazingsdruk.

### Kritiek
Zeker wanneer het gaat om publiek toegankelijke natuurgebieden reageert het publiek niet altijd even aangepast bij ontmoetingen met grazers. Er gebeuren ook wel ongelukken doordat het publiek zich niet realiseert dat grazers krachtig en potentieel gevaarlijk zijn. Daarom wordt er veelal geopteerd voor niet-agressieve rassen zoals Galloway-runderen.
Ook zijn bepaalde vormen van begrazing in natuurgebieden omstreden Dat geldt voor het laten overlijden door voedselgebrek en het laten liggen van de kadavers. Het is wel in de natuur, zo is de gedachte, maar als er een hek omheen staat en er beheerders zijn lijkt het erg op een park, een dierentuin of een kinderboerderij en daar wordt dit ook niet toegestaan. Ook het jagen, slachten en verkopen van het vlees is omstreden en niet altijd toegestaan.

## Voorbeelden van natuurlijke grazers in hun oorspronkelijk habitat
Europa:
- konijn (open grasland)
- oerrund (open grasland)
- wild paard (open grasland)
- edelhert (open grasland) (half-open landschap)
- damhert (half-open landschap)
- wisent (half-open grasland)
- eland (taiga) (loofbos) (moeras)
- ree (loofbos) (half-open landschap)
- gems (gebergte)
- rendier wild (toendra) (mammoet steppe) (taiga)
- saïga (steppe)
- steenbok (gebergte)
- waterbuffel (drasland)

## Gebruikte soorten of rassen bij natuurbeheer
Hieronder volgt een (niet-volledige) opsomming van dieren die gebruikt worden voor natuurbegrazing. De resultaten verschillen per soort.

### Schapen
- Ardense voskop (B)
- Drents heideschaap (NL)
- Hebridean (UK)
- Heidschnucke (D)
- Kempens heideschaap
- Manx Loaghtan (IOM)
- Mergellander (NL/B)
- Ouessant (F)
- Romanov (RU)
- Schoonebeker (NL)
- Soay (UK)
- Veluws heideschaap (NL)
- Vlaams schaap (B)
- Zwartbles (NL)

### Paarden
- Konik (D)
- IJslander (IS)
- Exmoorpony (VK)
- Haflinger (N)
- Shetlandpony (VK)

### Runderen
- Blonde d'Aquitaine (F)
- Brandrode rund (NL)
- Galloway (VK)
- Heckrund (D)
- Heiderund (NL)
- Istrian rund (CR)
- Kempens rund (B/NL)
- Limousin (F)
- Oostvlaams roodbont rund (B)
- Rode Geus (NL)
- Sayaguesa (I)
- Schotse hooglander (VK)
- Tauros kruising
- Tudanca (ES)
- Westvlaams rund (B)

### Overige grazers (natuurlijk en gedomesticeerd)
- Bever
- Bizon
- Gans
- Geit
- Konijn
- Moeflon
- Struisvogel
- Waterbuffel
- Wisent

## Uitgestorven grazers in Europa
- Oeros
- Saïga

## Fotogalerij

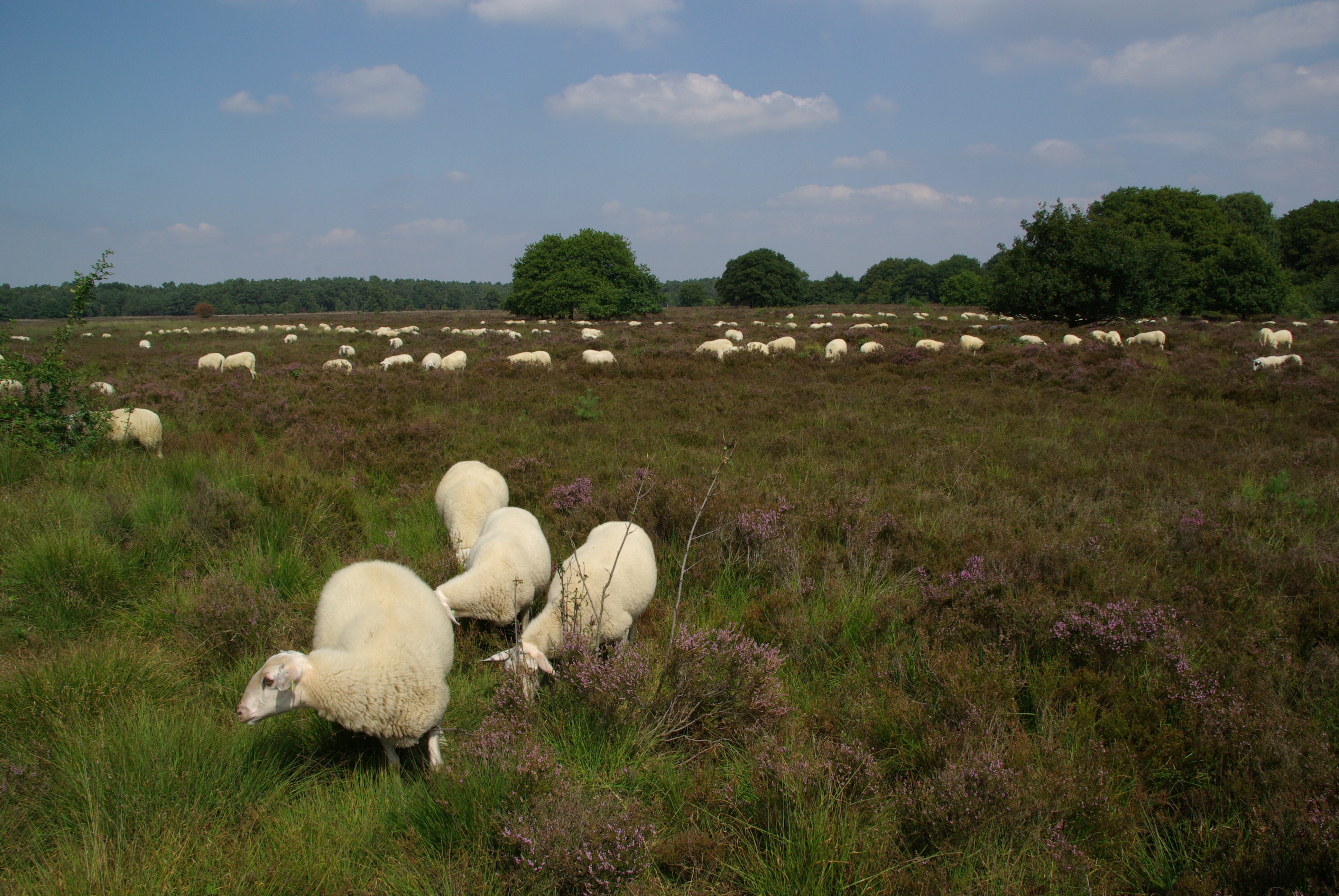
Begrazing door schapen op de Ermelosche Heide
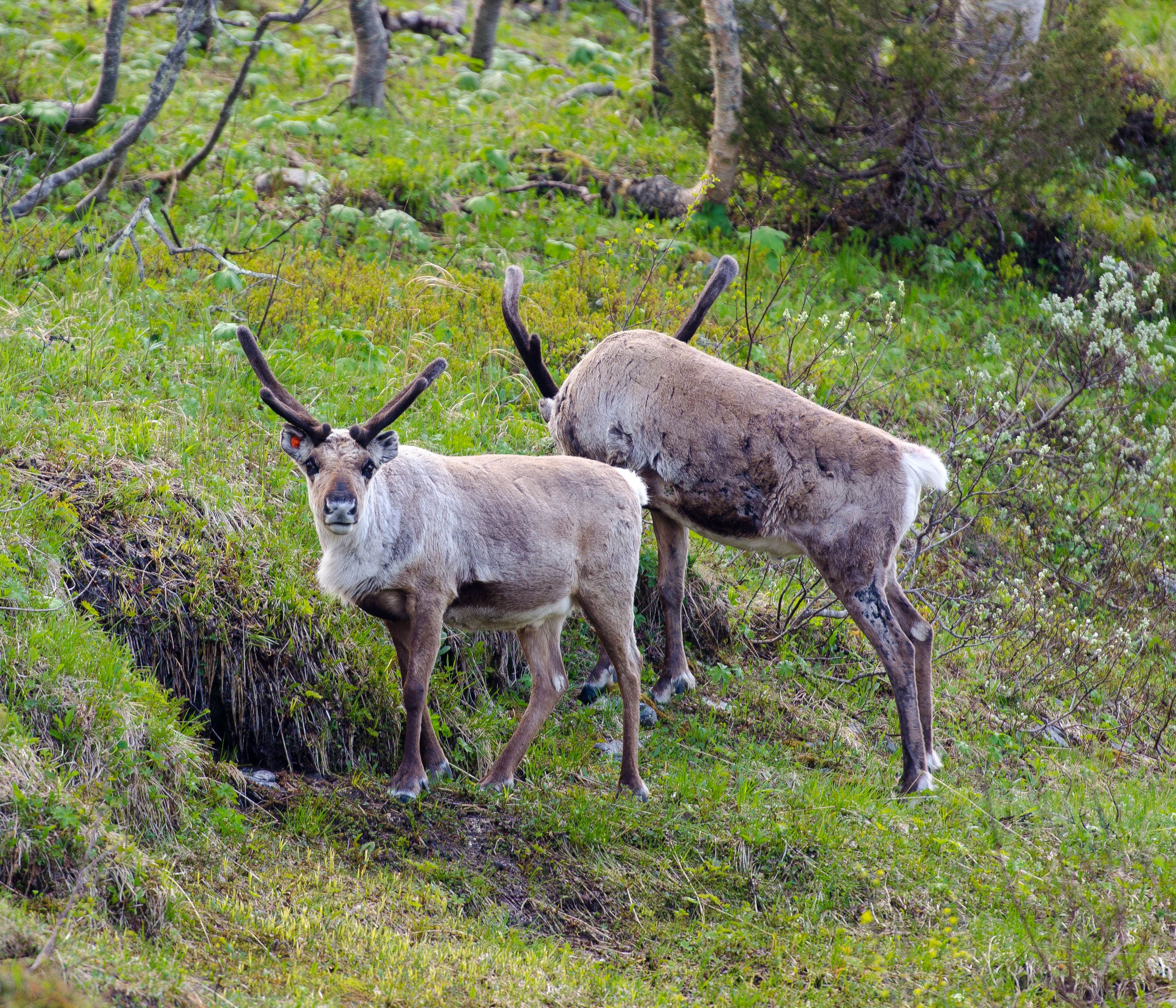
Natuurlijke begrazing door rendieren in Zweden
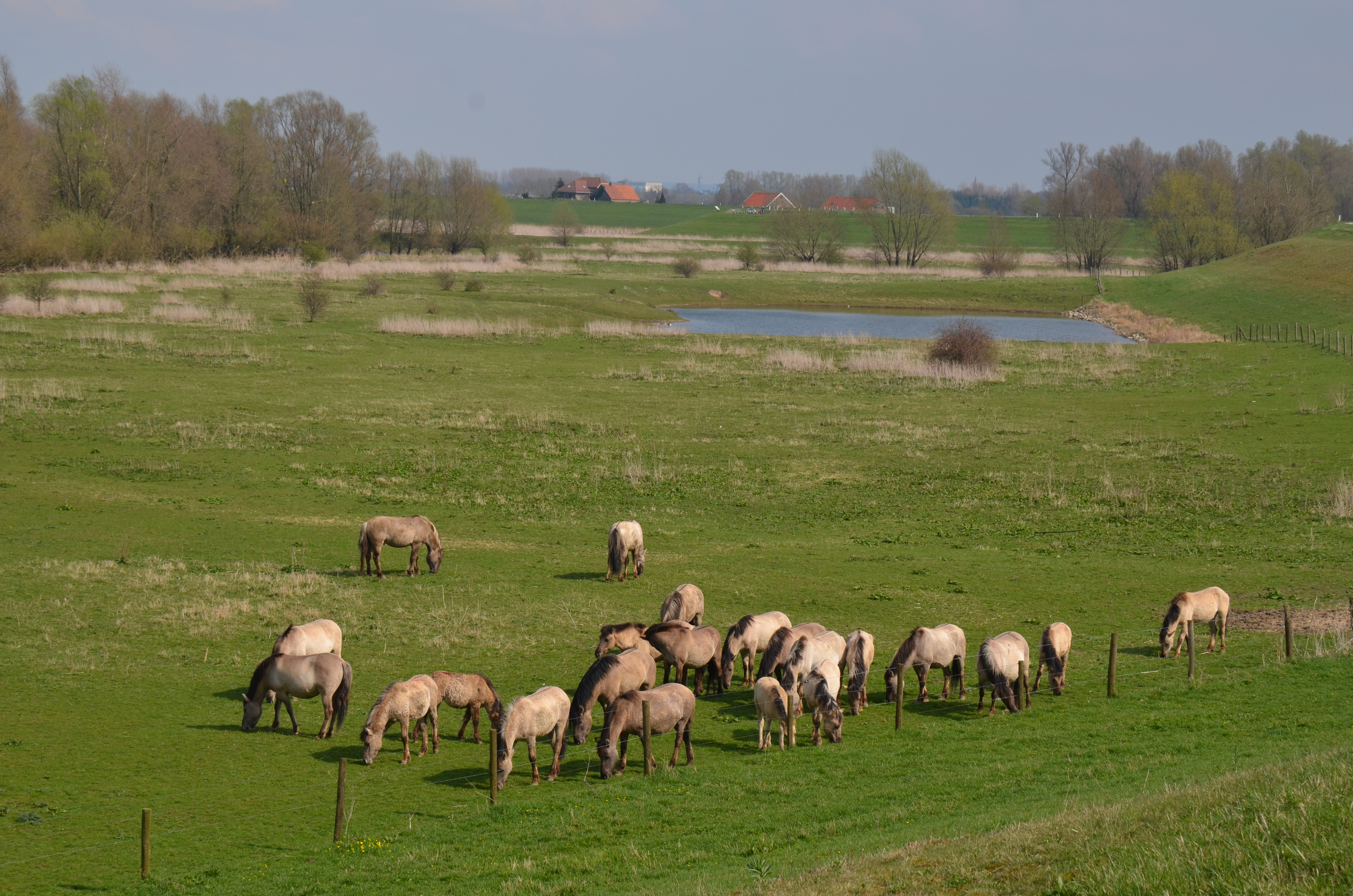
Begrazing door konikpaarden in de Erlecomse Waard
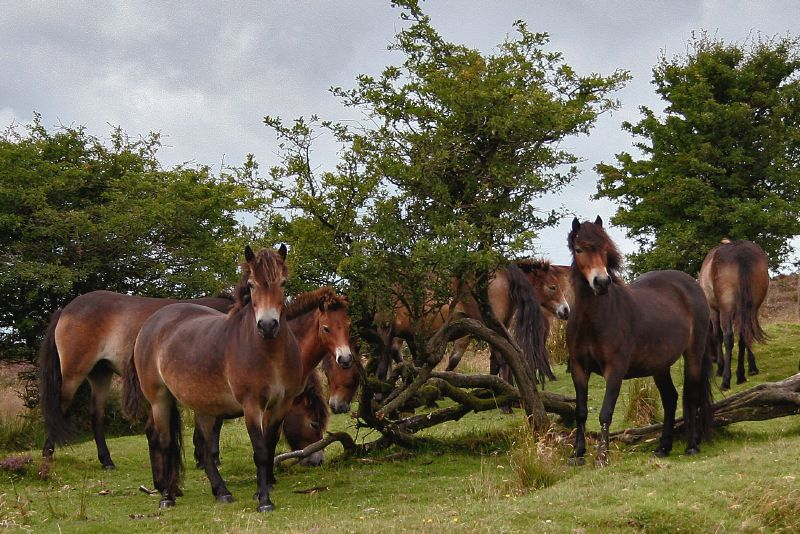
Exmoorpony's in Exmoor
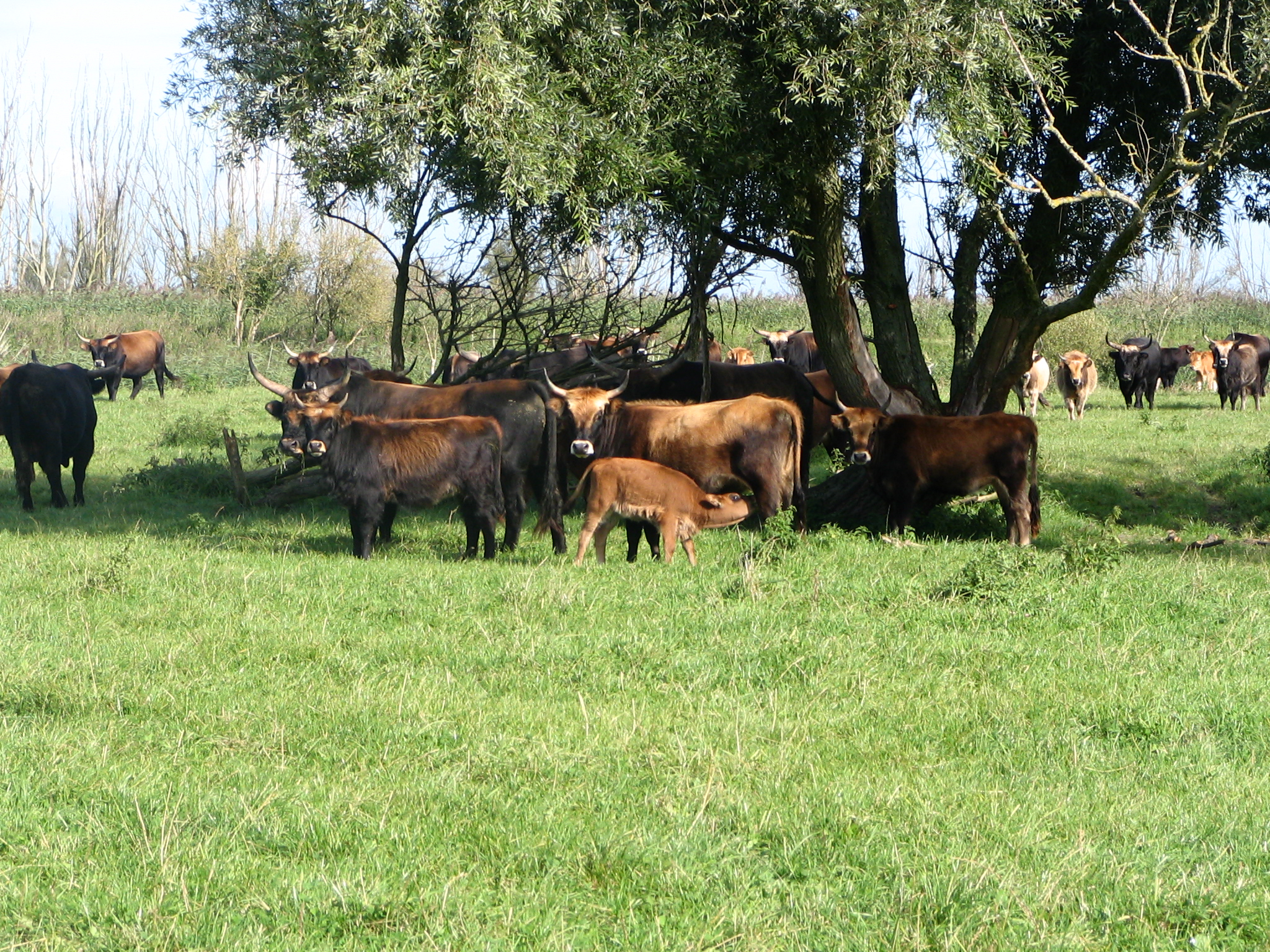
Begrazing door Heckrunderen in de Oostvaardersplassen
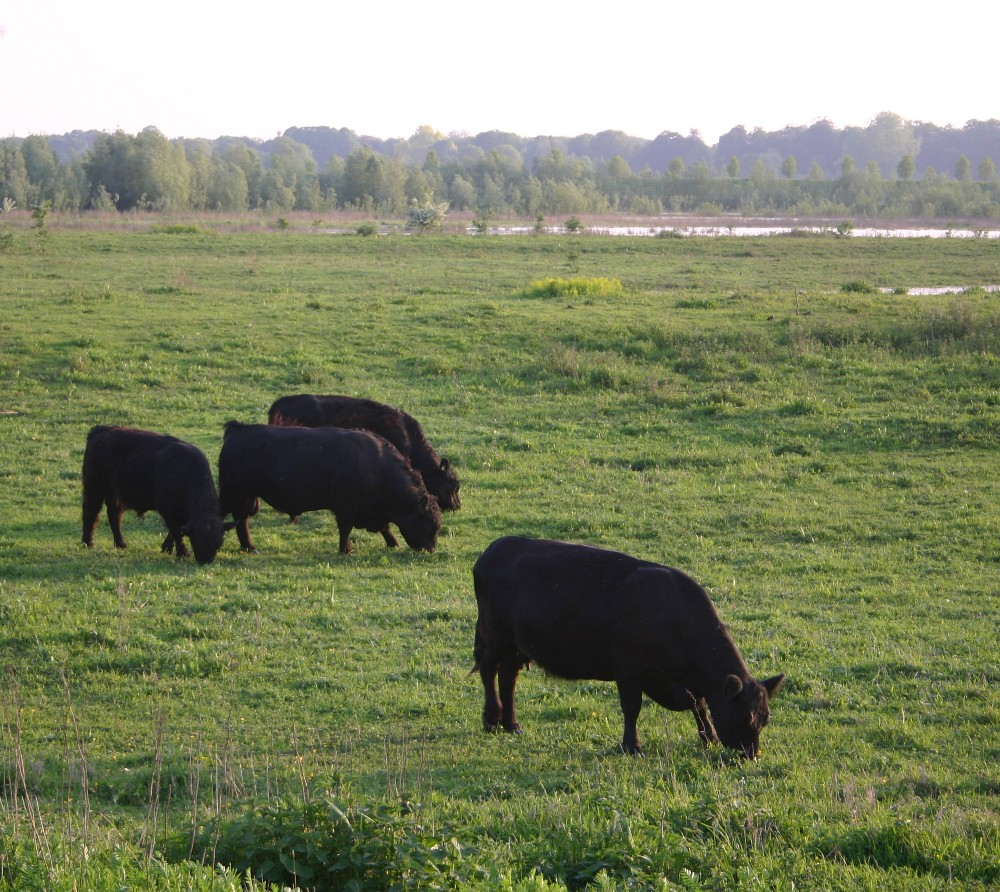
Begrazing door Galloways van de uiterwaarden nabij Deventer
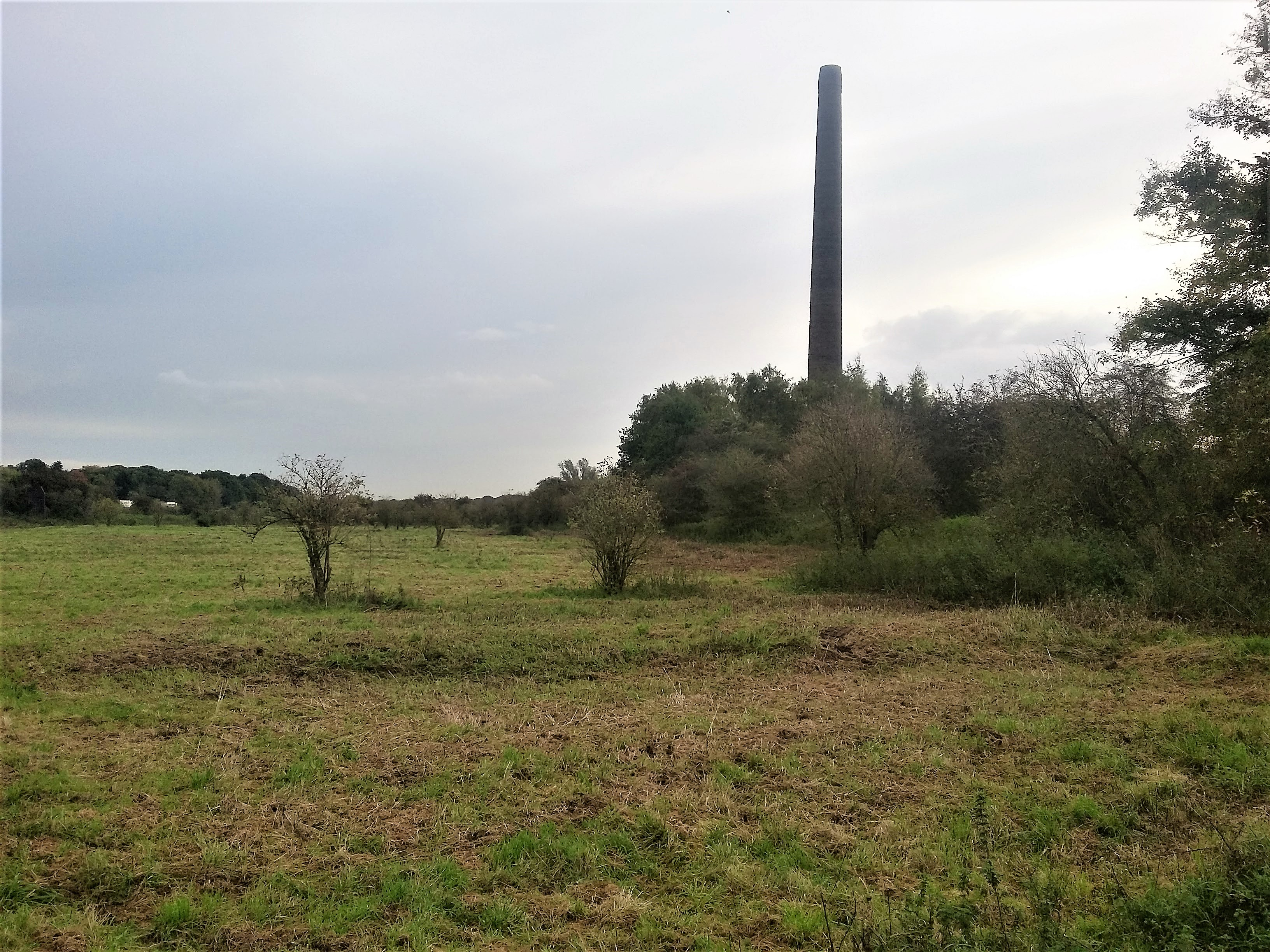
Effect van graasbeheer in een uiterwaard
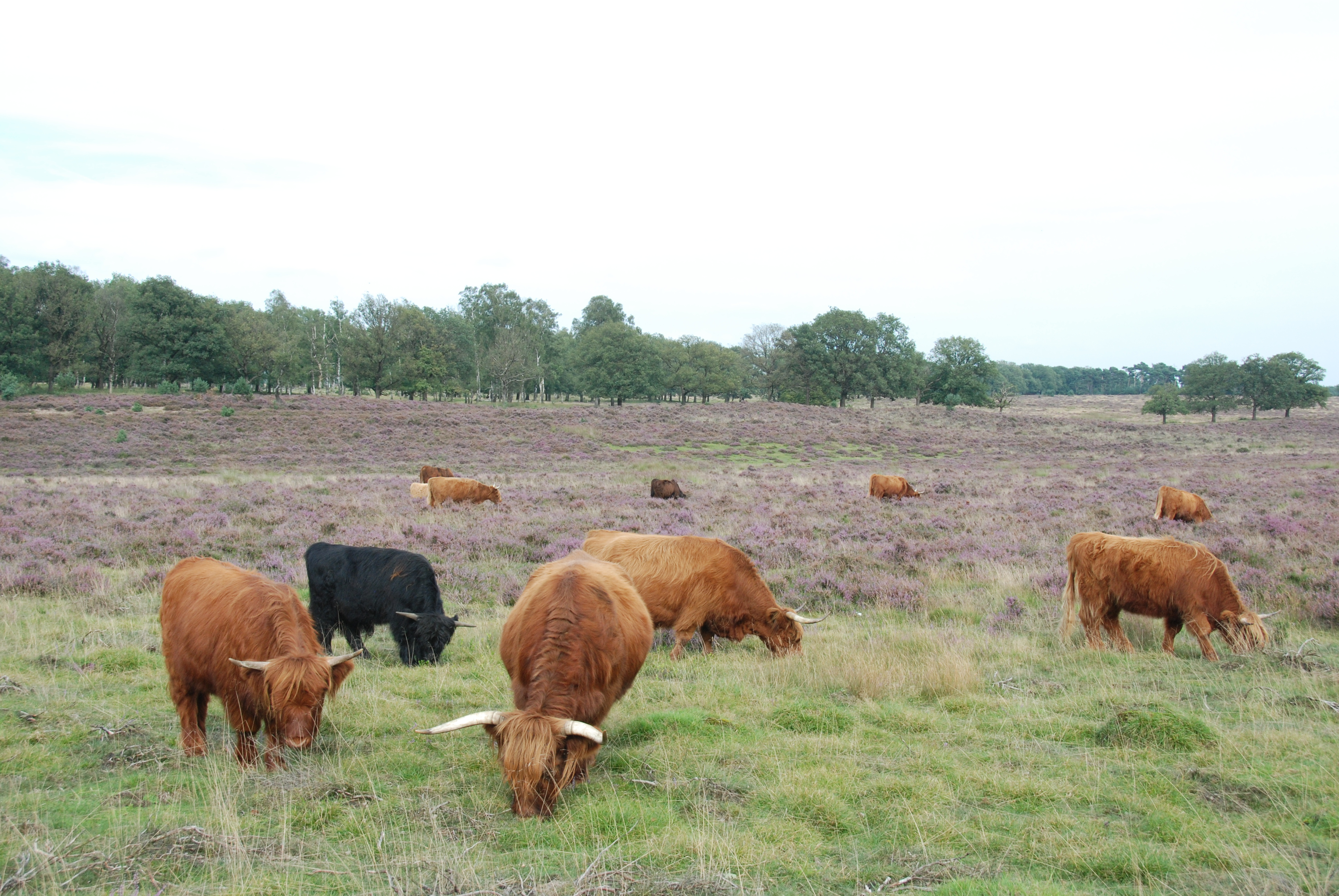
Begrazing door Schotse hooglanders in het Deelerwoud
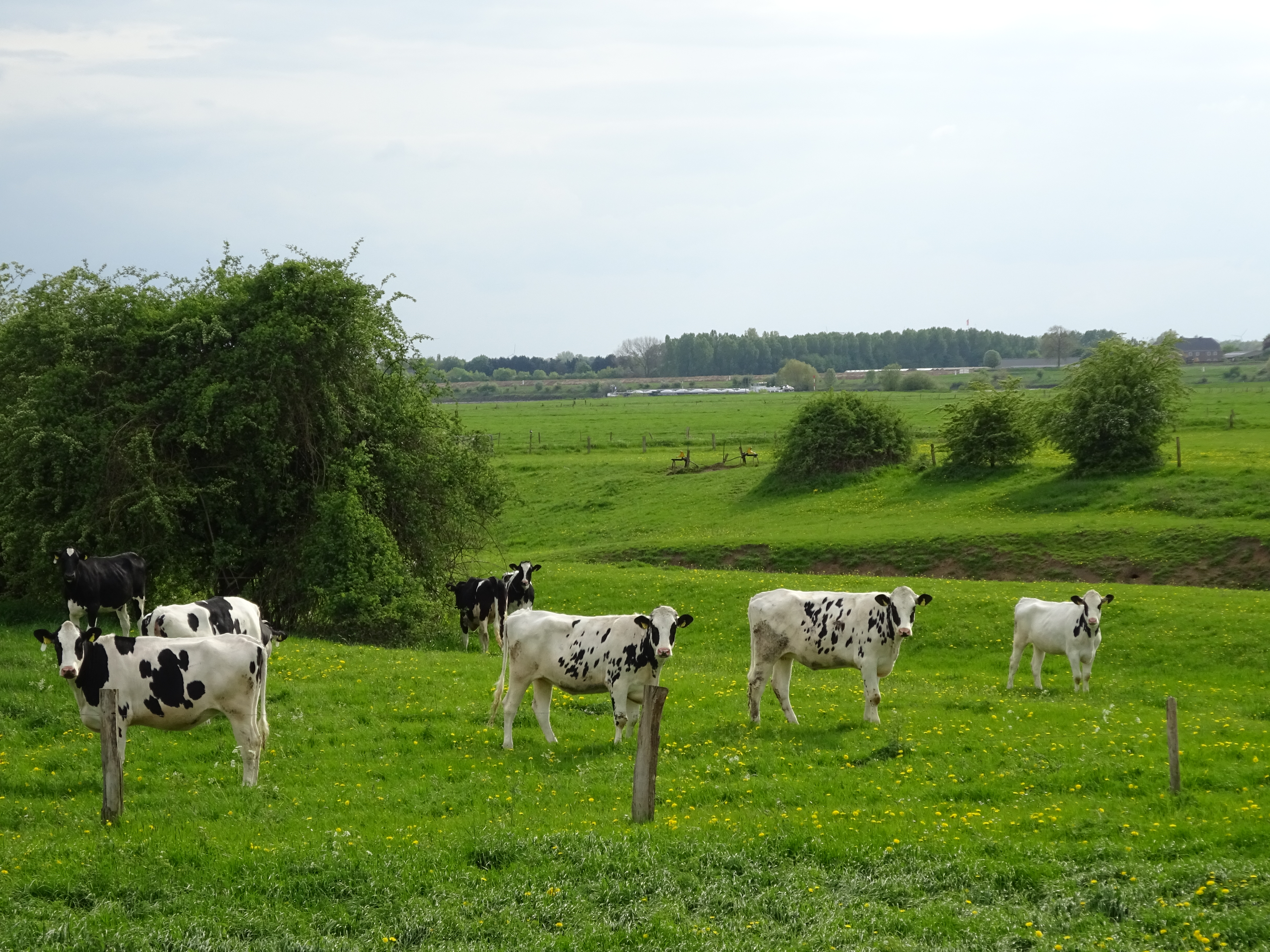
Begrazing door zwartbont rundvee in een natuurgebied bij Rees
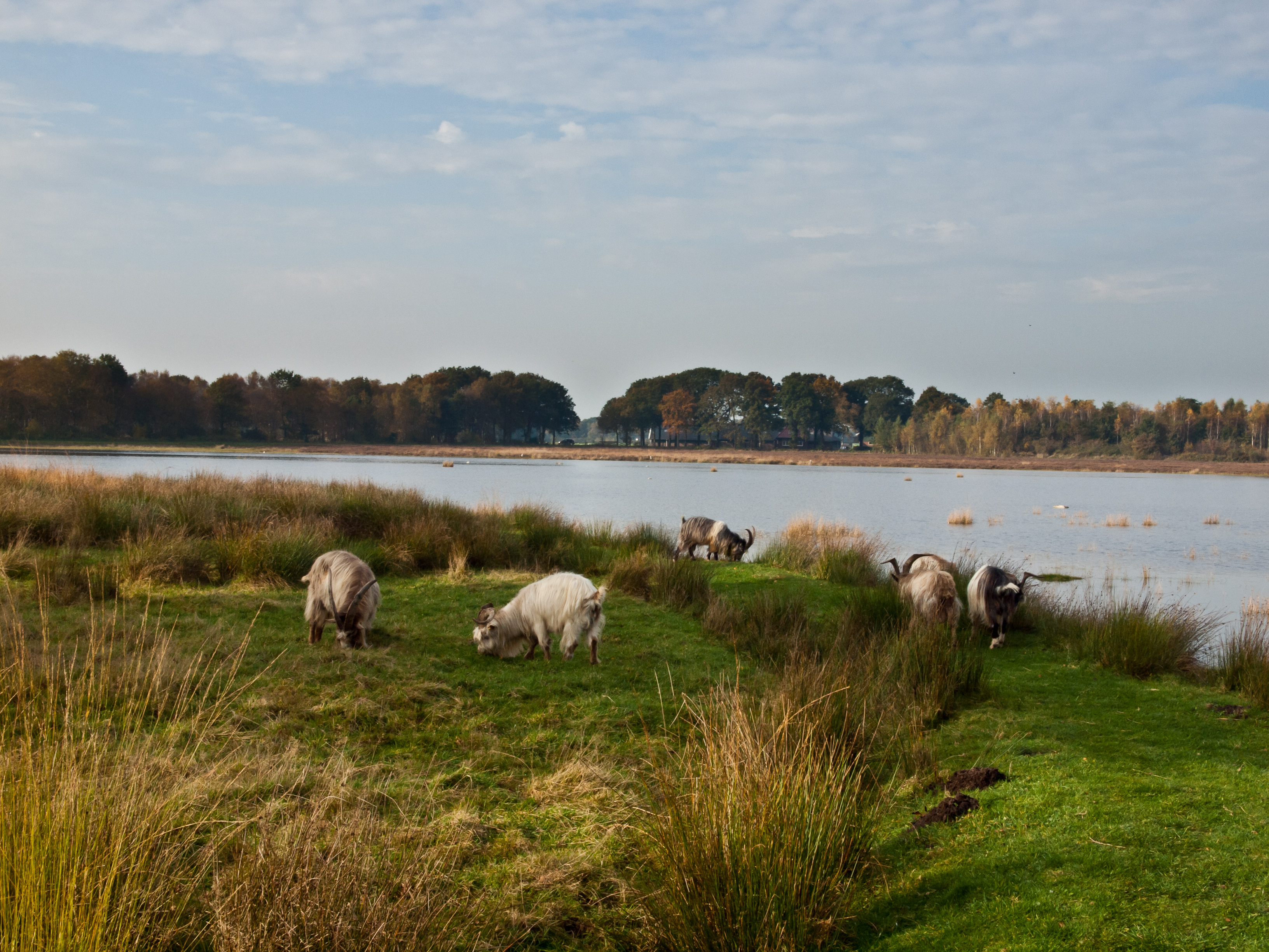
Begrazing door geiten op de Jilt Dijksheide
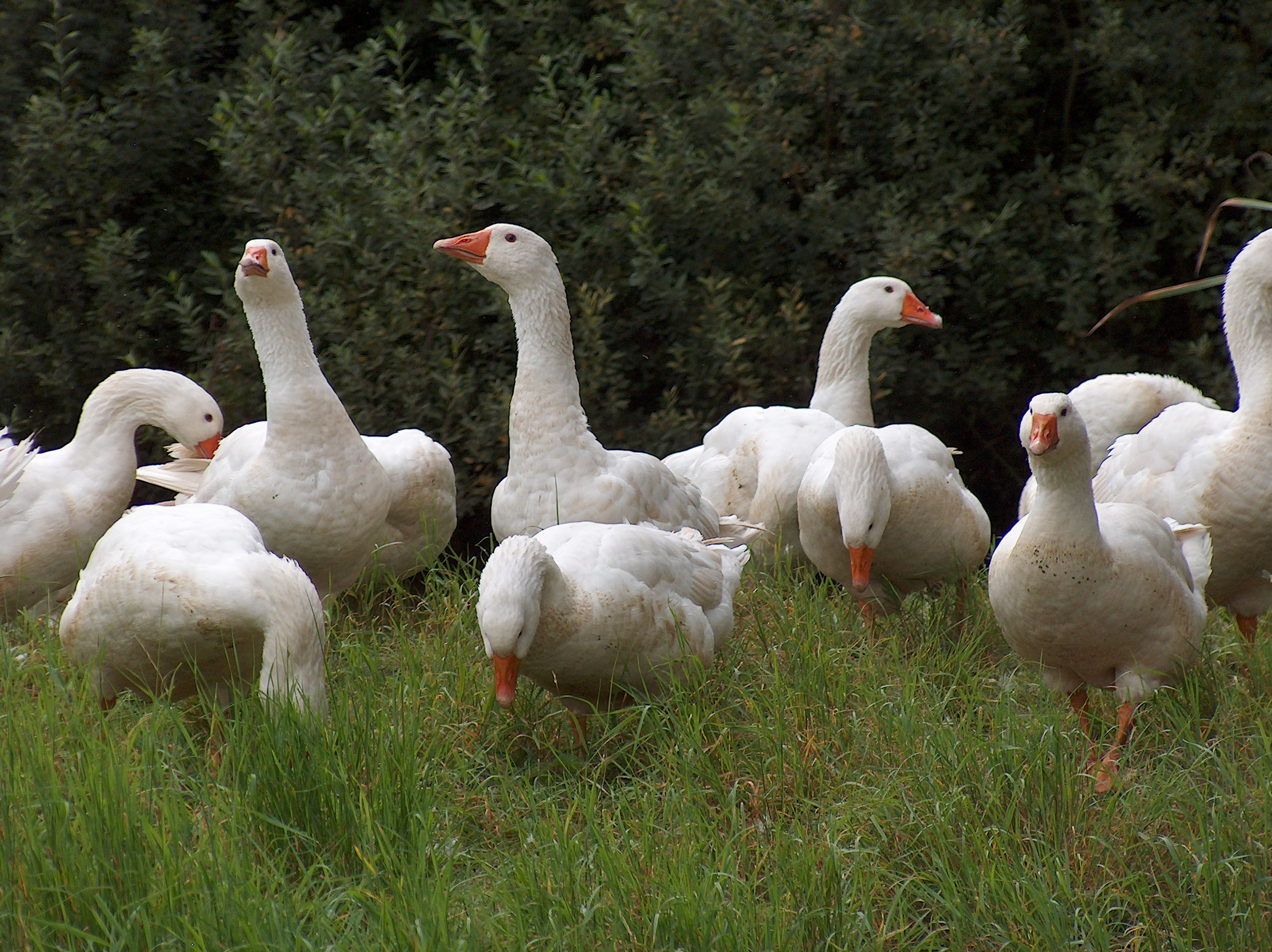
Begrazing door ganzen